# Транос
Транос (на шведски: Tranås) е град в южна Швеция, лен Йоншьопинг. Главен административен център на едноименната община Транос. Намира се на около 220 km на югозапад от столицата Стокхолм и на около 60 km на североизток от Йоншьопинг. Получава статут на търговски град (на шведски шьопинг) през 1882 г. Има жп гара. Населението на града е 14 197 жители според данни от преброяването през 2010 г.